# The Loafer

The Loafer est un film muet américain sorti en 1914.

## Fiche technique
- Date de sortie :  États-Unis : 7 janvier 1914

## Distribution
- Sue Balfour
- Irene Hunt
- George Siegmann
- Jessie Villares